# Storrs Lovejoy Olson
Storrs Lovejoy Olson (Chicago, Illinois, 3 de abril de 1944 - Fredericksburg, 20 de enero de 2021) fue un biólogo y ornitólogo estadounidense. Fue uno de los paleontólogos aviares más destacados del mundo.

## Trayectoria
Una cita con Alexander Wetmore en 1967 lo llevó a su principal campo de investigación de la Paleornitología y a sus trabajos en la isla Ascensión y Santa Helena, donde hizo notables descubrimientos en la década de 1970, incluyendo las especies Upupa antaios y Porzana astrictocarpus. En 1976 conoció a su futura esposa Helen F. James, que más tarde se convirtió en otra paleornitóloga, centrándose en las aves prehistóricas del Cuaternario tardío.
Durante su trabajo de investigación en Hawái, que duró 23 años, Olson y James encontraron y describieron los restos de 50 especies de aves extintas nuevas para la ciencia, incluyendo el Nēnē-nui, los moa-nalos Apteribis, y Grallistrix. También fue uno de los autores de la descripción del roedor extinto Noronhomys vespuccii. En 1982, descubrió los huesos subfósiles de Chlorostilbon bracei en las Bahamas, que dio pruebas de que este colibrí es una especie válida y distinta. En noviembre de 1999, Olson escribió una carta abierta al National Geographic Society, en el que criticó las afirmaciones de Christopher P. Sloan sobre la transición de dinosaurio-ave refiriéndose a la especie falsa Archaeoraptor. En 2000, ayudó a resolver el misterio del Necropsar leguati del Museo Mundial de Liverpool, que resultó ser una muestra albina del temblador gris (Cinclocerthia gutturalis).
Olson fue el ganador del Premio a la Investigación Loye y Alden Miller en 1994. Anteriormente fue conservador de aves en el Museo de Historia Natural de los Estados Unidos, a partir de 2009 mantiene una posición emérita en la institución.

## Honores

### Eponimia
Varias especies de aves prehistóricas han sido nombradas en honor a Storrs Olson, incluyendo Nycticorax olsoni, Himantopus olsoni, Puffinus olsoni Primobucco olsoni, Gallirallus storrsolsoni, y Quercypodargus olsoni.

## Abreviatura (zoología)
La abreviatura Olson  se emplea para indicar a Storrs Lovejoy Olson como autoridad en la descripción y taxonomía en zoología.